# Привокзальна площа (Євпаторія)
У Вікіпедії є статті про інші площі з назвою Привокзальна площа
45°11′59″ пн. ш. 33°21′17″ сх. д. / 45.19972° пн. ш. 33.35472° сх. д.
Привокзальна площа — одна з площ міста Євпаторія, назва походить від розташованого на площі вокзалу. Будівля вокзалу була побудована в 1953 році за проектом радянського архітектора А. Душкіна. Пізніше вокзальний комплекс поповнився ще одним будинком. До 2500-річчя міста була проведена реконструкція вокзалу та Привокзальної площі.

## Будівлі
- Євпаторія-Курорт (залізнична станція);
- Комплекс «Зодіак»;
- Нова будівля вокзалу 80-х років.